# Отрощенко Сергій Борисович
Отрощенко Сергій Борисович (2 квітня 1910 Омськ — 6 вересня 1988 Москва РРФСР), український радянський художник, живописець.

## Життєпис
Навчання малюванню майбутній художник розпочав в Одесі, де в період з 1930–1935 року навчався в Художньому інституті, та продовжив уже в повоєнний час у Київському художньому інституті, який закінчив 1946 р. Під час Другої світової війни художник також займався виготовленням плакатів.
Комуністична критика дозволила собі розкіш та дала зелене світло творчості Отрощенка, який дуже часто виконував пропагандистські замовлення комуністичної верхівки УРСР. «Поетично висловлені риси радянської людини в картині Отрощенка, — писав критик Замошкін. — Картина сприймається, як пісня, яку народ співає про себе».
З 1969 року художник переїжджає до Москви, адже більшу частину замовлень на монументальні розписи він отримував саме звідти. С. Отрощенко завжди був конформістом, лояльно налаштованим до влади.
Сергій Борисович Отрощенко помер у Москві, там і похований. Вихованець реалістичної школи, якій були притаманні міцне знання рисунка, кольору, класичність побудови композиції, він, проте, ніколи не був противником новітніх течій і напрямів, які заполонили мистецтво у 70–80-х роках XX століття, якщо вони не йшли врозріз із лінією партії. Художник зумів у тодішніх умовах виявити свою майстерність у монументально-епічному трактуванні образів.

## Творчість
Вагому роль в становленні Отрощенка-живописця зіграв його педагог, майстер реалістичного живопису Федір Кричевський.
1942 року на світ з'явився плакат Отрощенка зі словами Шевченкового «Заповіту» (І вражою злою кров'ю волю окропіте!). Пройнятий жахом, затиснувши в руці ніж, відступає фашист перед ходою згуртованих радянських воїнів, над якими високо піднеслася подана силуетом постать Т. Г. Шевченка. Лаконізм і строгість композиційної та колористичної побудови твору досягнуті завдяки виразній психологічні характеристиці двох протиставлених сил і вдалому компонуванню твору.
Серед багатьох художників, які під час війни працювали в газетах, особливо вирізнявся С. Отрощенко, чиї колоритні портрети бійців, зарисовки бойових епізодів та карикатури вражали високою технікою виконання та емоційністю. Художник працював за справжніх бойових умов, а саме, на Сталінградському фронті. За цей час він створив такі картини як «Повітряний бій», «Палаючі танки», «Розвідка», «Шлях на Сталінград».
Художник працював переважно в жанрах станкового та монументального живопису, проте не цурався й акварелі, пастелі, гуаші. Серед визначних творів автора варто відмітити такі роботи як «Партизани», «Месники», «Вівчар», «Гуцулка», Київ, «Рання весна в Карпатах».
Картина Отрощенка «Партизани» (1947) була представлена на IX Всеукраїнській художній виставці, присвяченій «30-річчю Великого Жовтня». Полотно відбиває лірико-епічний зміст воєнної тематики у радянському мистецтві. Такий підхід характерний для багатьох полотен, присвячених партизанам.
Як зазначає Ігор Шаров, на середину 50-х років XX століття припадає участь українських митців в оздобленні монументальними розписами павільйонів ВДНГ СРСР. Тому в аванзалі головного павільйону виставки 1954 року Отрощенко разом з Кириченком виконав панно «Обранці народу — депутати Верховної Ради в Кремлі», «Радянський народ має право на відпочинок», «Освоєння цілини», на жаль нині ці твори не існують.
Його монументальне панно «Пісні часів громадянської війни» (1959) прикрашало магазин Ноти на вулиці Хрещатик у Києві. Художник створив діаграму «Київ у XII столітті» (1969), що експонувалася в Музеї історії коштовностей УРСР у Києві, а також вітраж та керамічну стелу для готелю «Росія» у Москві у співавторстві з Н. Гавриленко.
Художник є автором театральних декорацій до спектаклів. Так він займався театрально-декораційним мистецьким оформленням опер «Золотий півник» Римського-Корсакова в Одеському театрі опери і балету та «Наталка Полтавка» М. Лисенка у Київському театрі опери та балету.